# 克里斯·斯帕林
克里斯·斯帕林（Chris Sparling，1977年3月21日—）是美國的一位編劇、導演和演員，出生在羅德島州普洛威頓斯。他參與了眾多低成本電影的編劇和製作。2014年他被評為最值得關注的10大編劇。